# Solidarité africaine pour la démocratie et l'indépendance
Solidarité africaine pour la démocratie et l'indépendance  (Sadi) est un parti politique malien créé en 1996 en opposition à Alpha Oumar Konaré. Son président est le docteur Oumar Mariko. Le cinéaste Cheick Oumar Sissoko est membre du Sadi.

## Historique

### 2002-2007 Participation au gouvernement
Aux  élections législatives de 2002, le parti Sadi obtient 6 députés, tous élus à Koutiala.

### Depuis 2007, dans l’opposition
Le parti Sadi présente son secrétaire général Oumar Mariko comme candidat à l'élection présidentielle. Il arrive 4e, en obtenant 2,72 % des voix. Le parti Sadi a critiqué l'organisation de ce scrutin. Lors d'une conférence de presse le 29 mai 2007, le secrétaire général Oumar Mariko, après avoir réclamé la dissolution de la Commission électorale nationale indépendante (CENI), déclare que son parti refuse de se considérer dans la majorité présidentielle avec l’Alliance pour la Démocratie et le progrès » (ADP), ni dans l’opposition du Front pour la Démocratie et la République » (FDR). Il souhaite l’émergence d’une « troisième voie » au Mali.
Aux élections législatives, il obtient 4 députés, dont Oumar Mariko.
Associé au Parti pour la renaissance nationale dans le groupe parlementaire Parena/Sadi, les députés s'opposent à la politique du gouvernement de Modibo Sidibé sur plusieurs aspects. Ainsi, lors d'une conférence de presse organisée le 28 février 2009, les deux partis expriment leur opposition aux projets de loi relatifs à la privatisation de la Compagnie malienne pour le développement du textile (CMDT), les biotechnologies (et notamment l'autorisation des organismes génétiquement modifiés -OGM) et au budget de l'état 2009. Les parlementaires des deux partis craignent que la privatisation de la CMDT ait pour conséquence la non pérennité de la filière coton et la chute du cours d'achat du coton aux paysans. L'introduction des OGM fait peser des menaces graves en matières de santé publique et de sécurité alimentaire.
Le 12 juin 2009, le député Oumar Mariko qui préside le groupe Parena/Sadi interpelle le ministre des Maliens de l'extérieur Badara Aliou Macalou sur la situation des maliens émigrés. Il déplore le sort réservé aux sans-papiers expulsés de France, d’Espagne ou de Libye, dénonce l’accord signé avec l’Espagne et souhaite que le gouvernement malien refuse de signer l’accord de réadmission voulu par la France.
En 2009, le parti Sadi réussit une percée aux élections communales obtenant 254 conseillers communaux contre 96 en 2004. Quinze maires appartenant au Sadi sont élus. Le cercle de Koutiala devient le bastion du parti Sadi avec 103 conseillers communaux et cinq maires, dont Dramane Sountoura élu à Koutiala.

### Élections 2012
Le 26 juin 2011, les délégués de la 2e session ordinaire du Comité central du parti  ont investi à l’unanimité Oumar Mariko comme candidat à l’élection présidentielle malienne de 2013. Le député, déjà candidat lors des deux précédentes élections présidentielles en 2002 et 2007 souhaite dans son programme « bâtir un État démocratique fort, respectueux des valeurs républicaines, et de la répartition équitables des ressources du pays ».

## Relations internationales
Le parti Sadi intervient régulièrement sur les questions internationales. Le 5 janvier 2009, dans une déclaration rendue publique il fait part de son « soutien total à la lutte du peuple palestinien pour son droit inaliénable à l'indépendance et à liberté » et condamne l’attitude d’Israël dans la bande de Gaza.
Le 5 octobre 2009, le parti condamne la répression de la manifestation des partis politiques d’opposition du 8 septembre 2009, dans le principal stade de Conakry en Guinée.
Le parti est également une organisation sympathisante de la Quatrième Internationale - Secrétariat unifié. 
En 2019, le parti fait part de son opposition à la présence de l'armée française au Mali dans le cadre de l'opération Barkhane. Le 18 novembre 2019, le bureau politique du parti déclare : « notre Nation réconciliée avec elle-même, devrait pouvoir  mobiliser l’ensemble de ses ressources internes tel que prévu par l’Article 6 de notre Constitution de 1992, et recourir à la coopération internationale, y compris avec la Russie, la Chine, l’Iran, la Turquie, la Corée du Nord pour doter nos Famas d’un équipement de défense aérienne, de blindés et autres équipements  nécessaires à son efficacité opérationnelle, pour rétablir, avec l’appui d’une MINUSMA libérée du contrôle de la France, la sécurité sur toute l’étendue de notre  territoire  national. »,.

## Résultats électoraux
| Année | Élection                           | Scores et observations                        |
| 1997  | Élection présidentielle            |                                               |
| 1997  | Élections législatives             |                                               |
| 1998  | Élections communales               |                                               |
| 1999  | Élections communales               |                                               |
| 2002  | Élection présidentielle            | Premier tour : Oumar Mariko : 0,88 %          |
| 2002  | Élections législatives             | 6 députés (sur 147)                           |
| 2004  | Élections communales               | 96 conseillers communaux, 5 maires (sur 703). |
| 2007  | Élection des conseillers nationaux | Pas d’élu                                     |
| 2007  | Élection présidentielle            | Premier tour : Oumar Mariko : 2,72 %          |
| 2007  | Élections législatives             | 4 députés (sur 147)                           |
| 2009  | Élections communales               | 254 conseillerset 15 maires                   |
| 2013  | Élections législatives             | 5 députés (sur 147)                           |
| 2016  | Élections communales               | 281 conseillers et 15 maires                  |